# Ödön Földessy
Ödön Földessy (Békés, 1. srpnja 1929. – Budimpešta, 9. lipnja 2020.) bio je mađarski atletičar koji se uglavnom natjecao u skoku u dalj.
Natjecao se za Mađarsku u muškom skoku u dalj na ljetnim olimpijskim igrama 1952. godine održanim u Helsinkiju u Finskoj, gdje je osvojio brončanu medalju.
Umro je u Budimpešti, 9. lipnja 2020.